# Ineleț, Caraș-Severin
Ineleț este un sat în comuna Cornereva din județul Caraș-Severin, Banat, România.
O scară de lemn pusă pe câteva stânci înalte reprezintă singura cale de acces către Ineleț, un sat din județul Caraș-Severin care face parte din comuna Cornereva, ce cuprinde în total 40 de sate.
Ineleț este unul dintre cele mai izolate cătune din România. Acesta este situat în Munții Cernei din județul Caraș-Severin, iar accesul se face pe patru scări din lemn, cu o lungime totală de aproximativ 100 de metri. După ce scările sunt urcate, urmează o cărare prin pădure, iar la Ineleț se ajunge în aproximativ două ore de mers pe jos. Scările de lemn sunt vechi de zeci de ani, dar încă rezistă.
În Ineleț nu există curent electric și aici trăiesc câțiva zeci de oameni în casele răsfirate pe munte. Noaptea, în Ineleț se aprind lămpile cu gaz. Aici, sătenii încă mai poartă opinci și își fac provizii de la un magazin aflat la două ore distanță. La școala din sat învață câțiva copii. Preotul vine la biserica din sat o dată la două săptămâni pentru a oficia o slujbă.
Scările nu sunt singura cale de acces.
La Ineleț se poate ajunge și fără ca sătenii să urce scările din lemn, pe o altă cărare care trece prin pădure, aflată la aproximativ 16 kilometri de Băile Herculane traversand raul Cerna pe puntea lui Stoian, doar că traseul este de cel puțin patru ore.
Aici s-a creat o comunitate spituala care este in curs de dezvoltare.